# Bêta point suscrit
Cette page contient des caractères spéciaux ou non latins. S’ils s’affichent mal (▯, ?, etc.), consultez la page d’aide Unicode.
Bêta point suscrit (capitale : Β̇, minuscule: β̇) est une lettre additionnelle grecque, utilisée dans certaines translittérations. Il s’agit de la lettre bêta diacritée d’un point suscrit.

## Utilisation
Le β̇ est utilisé par certains auteurs pour translittérer la lettre latine b et notamment le son français /b/. Ainsi des l’Encyclopédie Eleftheroudakis publiée en 1930, par exemple dans ‹ Β̇άγ̇δ̇αδ̇ › pour ‹ Bagdad ›, ou de la traduction de Christophos Christidès du Discours de la méthode de René Descartes publiée en 1976.

## Représentations informatiques
Le bêta point suscrit peut être représenté par les caractères Unicode suivants (grec et copte, diacritiques) :
| formes    | représentations | chaînes de caractères | points de code | descriptions                                            |
| --------- | --------------- | --------------------- | -------------- | ------------------------------------------------------- |
| capitale  | Β̇               | Β◌̇                    | U+0392 U+0307  | lettre majuscule grecque bêta diacritique point suscrit |
| minuscule | β̇               | β◌̇                    | U+03B2 U+0307  | lettre minuscule grecque bêta diacritique point suscrit |